# Gulpen-Wittem
Gulpen-Wittem (limburguès Gullepe-Wittem) és un municipi de la província de Limburg, al sud-est dels Països Baixos. L'1 de gener del 2009 tenia 14.603 habitants repartits sobre una superfície de 73,37 km² (dels quals 0,19 km² corresponen a aigua). Limita al nord amb Valkenburg aan de Geul, Voerendaal i Simpelveld, a l'oest amb Margraten, a l'est amb Aquisgrà i al sud amb Voeren, Plombières i Vaals.

## Administració
El consistori municipal consta de 17 membres, format des del 2006 per:
- CDA, 6 regidors
- Balans, 4 regidors
- Franssen, 3 regidors
- PvdA, 2 regidors
- GroenLinks, 2 regidors